# Kurba Vela
Kurba Vela je nenaseljeni otok u južnom dijelu Kornatskog otočja. Otok se nalazi jugozapadno od Smokvice Vele i Kornata. Uzduž jugozapadnog dijela otoka se rasprostire hrbat. Tu se nalazi i najviši vrh "Južna glava" (117 mnm) te "Visočan" (106 mnm). Na krajnjoj sjeverozapadnoj točki otoka, kod rta Kurba, je podzemna jama. Otok se sastoji od dva dijela spojena niskom prevlakom.
Površina otoka je 1,74 km2, duljina obalne crte 11,684 km, a visina 117 metara.

## Vanjske poveznice
|  | Zajednički poslužitelj ima još gradiva o temi Kurba Vela |